# اک-بالون
آک-بالون (به لاتین: Ak-Bulun) یک منطقهٔ مسکونی در قرقیزستان است که در استان ایسیق‌کول واقع شده‌است.

## خصوصیات
اک-بالون ۱٬۹۵۶ نفر جمعیت دارد و ۱٬۸۳۰ متر بالاتر از سطح دریا واقع شده‌است.